# Стара електрана, управна зграда и канали на реци Пек
Стара електрана, управна зграда и канали на реци Пек су изграђени у периоду од 1909. до 1914. године. По редоследу изградње, ово је била тринаеста електрана која је подигнута у Србији тога доба. По завршеној изградњи имала је снагу од 120 hp. Комплекс електране на Пеку у Великом Градишту је споменик културе.

## Изглед комплекса
Комплекс који представља заокружен производни систем, састоји се од бране, доводног и одводног канала, главне хале и управне зграде. Испод бране, која је израђена од дрвета, налази се систем степеница изведених од бетона. Затварачи на брани су од дрвених талпи. Њиховим подизањем или спуштањем, регулисан је ниво воде у акумулацији. Посебним бетонским каналом доводила се вода од акумулације до турбине која се налазила у главној хали. Одводним каналом, вода се од турбине враћала у хидросистем електране.
Главна, погонска хала је изведена од опеке и подигнута по свим правилима изградње објеката те врсте. У њој се, осим турбине, налазио командни пулт и простор са одељењем за трафо станицу и дистрибуцију електричне енергије. Због потребе да унутрашњи простор хале буде слободан, кровна конструција је решена применом косих столица и челичних затега. Унутрашњост хале је осветљена системом великих фасадних отвора и издигнутих кровних прозора. Са њене источне стране, наслоњена на главну халу, налази се управна зграда која је саграђена од опеке и изведена као спратни објекат. Зграда има сложени кров, издигнуте витке кровне прозоре и покривена је бибер црепом. Просторије на спрату имају косе таванице које прате геометрију кровних равни.
Стара електрана је била у функцији до 1960. године. Данас се комплекс налази у деградираном и запуштеном стању. Системске конструкције, опрема и постројења су демонтирани и уклоњени у целости, систем канала за водоснабдевање је крајње запуштен услед некоришћења, а терен у оквиру комплекса у потпуности препуштен дејству природе. Изворно подигнути грађевински фонд до данас је релативо добро очуван.